# داوسينا
في الأساطير الفيجية (فيجي)، داوسينا ("الشعلة") هو الإله العظيم لبحارة فيجي. عندما كان داوسينا طفلا صغيرا، كان يهدأ فقط حينما ينظر إلى مصباح. ربطت والدته القصب الناري إلى رأسه حتى يكون هادئا. وهو يجوب لاشعاب المرجانية مع رداء منذ ذلك الحين. وهو محتال، ورئيس للزُّناة، كما أنه مهووس بالنساء.